# Волфганг II (Барби)
Волфганг II фон Барби-Мюлинген (на немски: Wolfgang II von Barby-Muhlingen; * 21 декември 1531; † 23 март 1615 в Барби) е граф на Барби-Мюлинген в Саксония-Анхалт.
Той е син на граф Волфганг I фон Барби-Мюлинген († 1564/1565) и съпругата му Агнес фон Мансфелд († 1558), дъщеря на Гебхард VII фон Мансфелд-Мителорт († 1558) и Маргарета фон Глайхен-Бланкенхайн († 1567).
Граф Волфганг II фон Барби-Мюлинген умира без наследници на 23 март 1615 г. на 83 години в Барби и е погребан в манастирската църква там.

## Фамилия
Волфганг II фон Барби-Мюлинген се жени на 19 юли 1570 г. в Бернбург за бившата абатиса принцеса Елизабет фон Анхалт-Цербст (* 15 октомври 1545 в Десау; † 26 септември 1574 в Барби), дъщеря на княз Йохан IV (II) фон Анхалт-Цербст (1504 – 1551) и Маргарета фон Бранденбург (1511 – 1577). Брат му граф Албрехт X (1534 – 1586) е женен от 1559 г. за нейната сестра Мария фон Анхалт-Цербст (1538 – 1563). Те имат един син Кристоф, който умира скоро.
Волфганг II се жени втори път на 1 юли 1575 г. в Шлайц за Анна фон Мансфелд (* 1555; † 30 юли 1575 от чума), дъщеря на граф Йохан фон Мансфелд-Хинтерорт († 1567) и Доротея от Померания († 1558). Те нямат деца.
Волфганг II се жени трети път на 9 февруари 1577 г. във Ваймар за Мария Якоба/Якобея фон Баден-Дурлах (* октомври 1514; † 1592), дъщеря на маркграф Ернст фон Баден-Пфорцхайм-Дурлах († 1553) и Елизабет фон Бранденбург-Ансбах-Кулмбах († 1518). Бракът е бездетен.
Волфганг II се жени четвърти път на 25 март 1593 г. за Елизабет фон Кумерщет († сл. 21 юни 1621), дъщеря на Николаус фон Кумерщет. Те имат четири деца, които умират млади:
- Кристоф фон Барби (* сл. 1594?; † ?)
- Волфганг Фридрих фон Барби (* 16/17 март 1596; † 7 септември 1617, Барби)
- Бруно Волфганг фон Барби (* 3 ноември 1597; † 16 май 1598)